# 宇都宮氏広
宇都宮 氏広（うつのみや うじひろ、生年不詳 - 応永7年（1400年）8月）は室町時代の武将。下野宇都宮氏第10代当主宇都宮氏綱の次男。同家第11代当主として跡を継いだ宇都宮基綱は兄。室町幕府奥州探題で四本松城を築いた人物とされる。

## 生涯
宇都宮氏綱の次男として生まれる。元服して氏広と名乗る（「氏」の字は父・氏綱または初代鎌倉公方足利基氏から偏諱を賜ったものと思われる）。
父の氏綱は上野・越後両国の守護職をめぐる問題で主君にあたる足利基氏と対立、また基氏死後の1368年にも武蔵国の武蔵平一揆に乗じて反乱を起こしたが、基氏の子である第2代鎌倉公方足利氏満の追討を受けて降伏。一命こそ助けられたが、失意のうちに1370年7月5日に紀州に出陣中に45歳で病死した。
以降、兄の基綱とともに氏満に臣従し、台頭しつつあった下野守護・小山義政の牽制・鎮圧にあたっていた。しかし、天授6年/康暦2年（1380年）、氏満にその討伐を命じられ出陣した基綱が、逆に裳原の戦いで義政に敗れて戦死してしまった。基綱の跡はその子の満綱が継いだが、まだ幼少であったため、叔父である氏広が補佐および当主の職務を代行していたものと思われる。
しかし、前述のように鎌倉公方に従う形で父兄を喪ったことに起因したのか、氏満の子息たち（足利満兼（第3代鎌倉公方）・満直・満貞）と対立するようになり、子と思われる宇都宮氏公（うじきみ）とともに反乱を起すが、満兼らの要請を受けた葛西満信・大崎詮持らに攻められ戦死した（栗原郡三迫の戦い）。一方、満綱は前年（1399年）に満兼から関東八屋形に任じられて重用されている様子がうかがえることからこの反乱には加担しなかったものと思われる。